# Форноли-Ла Кона (Латина)
Форноли-Ла Кона је насеље у Италији у округу Латина, региону Лацио.
Према процени из 2011. у насељу је живело 452 становника. Насеље се налази на надморској висини од 254 м.